# 前卫号战列舰
前卫号战列舰（英語：HMS Vanguard）是英国皇家海軍设计建造的最后一级战列舰。在英王乔治五世级战列舰動工后，英国海军开始设计狮级战列舰，但随着第二次世界大战爆发，尚須數年始能完工的狮级战列舰于1940年10月停建。根据战时应急计划，英国海军采纳安装4座双联装15英寸口径主炮炮塔（1924年勇敢级大型轻巡洋舰改装成航空母舰後拆下的庫存物資）的方案。针对英王乔治五世级适航性能不足的缺陷，前卫号改良舰型设计，提高舰艏干舷，使航海性能十分优良，并改进水密隔舱结构的设计，同時装备了較為完善的雷达火控系统。
然而，由於是急造方案，英國皇家海軍並未替新戰艦開發主砲，因此前衛號只能沿用第一次世界大戰舊型戰艦的主炮，其八門主炮分別来自以下各舰：光榮號（勇敢級大型輕巡洋艦）改造為航空母艦後留下的一门砲，先是裝到厌战號战列舰上後又被卸掉，经过整修后装在了前卫號上，另两门来自于伊丽莎白女王号的備用砲管，两门来自于R級战列舰拉米利斯號，一门来自于君权号，一门来自于决心号，最后一门来自于浅水重炮舰暗界號，這導致前衛級火力遠遜於其他國家戰艦，甚至不及其前兩級戰艦的火力。
前卫号于1941年10月开工，1946年服役，1949年改为训练舰，并一度作为皇室邮船，1954年退役。于1960年拆毁。
在前衛號退役拆解前於1960年上映的電影"Sink The Bismarck 擊沉俾斯麥號"中，前衛號貢獻不少場景，甚至身兼多個戰艦腳色，如胡德號、喬治五世號、威爾斯親王號以及曾經的假想敵俾斯麥號，電影裡多個主砲開火以及主砲裝填片段都是實際用前衛號下去拍攝的，使這部電影收藏眾多前衛號珍貴歷史史料的作品。

## 设计背景
雖然在倫敦海軍條約失效進入無條約時代後，英國皇家海軍制定了新標準艦隊計畫，預計將讓艦隊戰艦總數擴增至20艘。然而世局的詭譎卻超乎建造計畫的想像；1939年，當時的歐陸局勢詭譎，各國均積極整建軍備。英軍在戰艦整建上卻面臨困境，不只有服役中的戰艦艦齡老化、很快面临大批退役或者大修；相較於德國、日本的新戰艦，即使是新造的喬治五世級單艦戰力上仍有段落差。至於設計來應對此局面的獅級戰艦在1939年才動工，完工得等到1943年，這讓英軍試圖謀求更速成的戰力形成途徑。
興建戰艦的時間消耗，多被特製生產的裝甲帶與主砲等大型機件給制約，时任英国海军建设局长的斯坦利爵士因此提议，利用已经改装为航空母舰的勇敢级大型轻巡洋舰勇敢号、光荣号拆下的主炮塔及为伊丽莎白级、R级储备的381mm/42倍口径主炮为基础研发新一级主力舰。这位局长在建议理由中提到，影响主力舰进度的两大因素：动力和火力中，动力可以運用下訂製造中的狮级战列舰主機，而当时欧洲主流舰炮仍然是15英寸（381mm），因此仍然采用15/381口径主炮在火力上并不落后。如果这个计划得以实施，1940年开工的新舰最晚可在1943年初完工，远早于43年末、甚至44年才完工的狮级，而伊丽莎白女王号和君权号在规定中会在1942年退役，第二艘该级舰届时可以采用它们的炮塔。  
海军部在审核时考虑到，由于英日同盟的结束，与更多价值观和共同利益的美国同盟在将来——主要是40年代时——可能面对的美日冲突极易影响到自身的远东利益，此时有“东方直布罗陀”之称的新加坡正在建设；澳大利亚自治领的安全同时也要考虑。
基于上述原因，海军参谋部接受该建议并很快制定了设计要求：
1. 装备4座8门15英寸主炮和8座16门5.25英寸两用副炮，8座8联砰砰炮；
2. 速度达到27节以上；
3. 防御力与乔治五世级相当；
4. 可以顺利使用苏伊士运河。

1939年7月，新舰基本设计确定，代号为15号，孪生出A、B、C三个子项，区别在于速度。最终选定的是较为中肯的C案，这个方案建立在设计完成的动力系统上，它们和方尾的搭配可以使速度达到29.75节，主装甲为强于乔治五世级的373.6mm。然而，不久后爆发的二战中断了设计工作，狮级首批（狮、蛮勇）因战争需求被暂停直至取消，但15号方案因迫切的远东局势得以继续，改进后成为15D型。1940年2月提出的改进案增加了副炮防禦，經過改良的裝甲設計可防禦500磅半穿甲彈炸彈產生的破片，增加的重量則由削減主裝甲帶厚度彌補，因此該案的主裝甲帶略減了0.5英寸（12.7公厘）；此外还采用了新式对空武器——四座UP炮来替代一部分乒乓炮来加强对空防御。
1940年5月，该方案被正式通过，定名为前卫级。这个计划恰到好处基本设定、低投入和短工时引起了时任海军大臣的温斯顿·丘吉尔的巨大兴趣，像他早年的追求一样，这个拥有快速优点的新计划被他热情称呼为“战列巡洋舰”。议会也对此类节省经费的强大主力舰投以极高赞誉。相關的細部設計仍持續進行，然而增加的要求讓前衛級的噸位持續增加，使吃水超過蘇伊士運河的10.4公尺，於是設計單位只好繼續削減主裝甲解套，這次則削減了1英寸。但前衛號的減重計畫又繼續遇上難題——為了降低吃水，只好增加船隻寬度分散配重，雖然只增加了0.76公尺，但這會超過普利茅斯與羅賽斯港的碼頭寬度，影響碼頭調度運作。不過這次設計單位便不再妥協，因為海軍本部通過了「1940年戰爭緊急生產計畫」（1940 Emergency War Programme），前衛號必須在1941年3月14日前下訂建造，雖然要到10天後造艦承包商約翰布朗造船公司才從海軍那邊得到造艦圖紙。
前衛號在1941年10月正式放置龍骨動工後，在1942年又再度修改設計，以補救威爾斯親王號戰艦折損而曝露的設計不足。修改部分是將內外側推進軸的間隔從33英呎（10.2公尺）加寬到51.5英呎（15.7公尺），避免魚雷攻擊時直接造成兩部推進軸同時失效；水線下所有通道都加設水密隔艙，提升浸水後損管生存空間。下部結構的改造導致5.25吋副炮的彈藥輸送動線等全部要重新設計，嚴重延遲了前衛號的建造期程。此外還重新設計了更好的耐海構型艦艏，放棄A炮塔在0度開火的能力。另外增加了燃料酬載，避免追擊俾斯麥號戰艦時因燃料不足而被迫放棄追擊的事情再度發生。改造增加的噸位則是從取消水上飛機搭載等相關支援設備換取。由於前衛號的設計多度修改，1942年曾一度提出改造為航空母艦的構想，但是海軍造艦局局長表示需要6個月的時間重新設計，最後這個構想在1942年7月17日確定打消。

## 軍艦設計

### 主砲
不知道是英国人不清楚还是有意为之，当时欧洲新锐主力舰——俾斯麦级戰艦、維托里奧·維內托級戰艦、黎賽留级戰列艦——尽管装备的都是15英寸级别主炮，但在同等距离上的侵彻力都已远远超越英国旧式381mm/42炮；即是说，尽管前卫级采用了大量新技术，但就主力舰的火力而言，它自其襁褓之日开始就已经大为落后了。
如前所述，前衛號的主炮與砲塔是由舊艦上移植；但英軍仍在炮身結構以外的層面修改設計，提升性能，改良後的主炮稱為Mark 1/N RP12。雖然砲體結構相同，但是在前衛號上更換新型砲架、改良上彈結構、彈藥庫設計；炮塔採用液壓驅動，主炮最大仰角提高到30度，射速達每分鐘2發，可再裝填角度為俯角4.5度至仰角20度間，每座炮塔儲備彈藥有100發。為了提高仰角，舊砲塔阻礙到炮體高仰角運動的一部分結構遭切除，導致一般水平狀態時會有部分主砲外露，這部分由帆布遮蓋。
同時，英國皇家海軍記取了納爾遜級戰艦與喬治五世級的14、16英吋主炮都有炮彈過輕問題，結果滿足了射程卻犧牲掉精度的教訓，因此設計了新型穿甲彈。穿甲彈重量879公斤，比納爾遜級使用的928公斤略輕些，但比喬治五世級使用的721公斤重穿甲彈更是重上許多；搭配新開發的發射藥，Mark 1/N RP12艦炮最大射程增加到33380公尺，貫穿力最佳表現是在距離19840公尺時能貫穿305公厘的垂直裝甲、距離29720公尺的長距離炮擊時仍有可貫穿152公厘水平裝甲的性能。就近距離貫穿垂直裝甲的表現上劣於喬治五世級使用的14吋炮，但是在精度上改善許多；加上二戰時長距離偵蒐技術成熟，戰環境想定基本上都是以長距離炮戰為主，在遠距離射擊上近代化後的15吋炮戰力上是優於條約戰艦，面對假想敵俾斯麥級戰艦如果在策略運用正確的狀況下其火力並未完全居劣。

### 副炮
前衛號的副炮為8座、共16門由雷達導引指揮接戰的第一型5.25吋高平兩用速射炮，炮塔可交由雷達操作手遙控，進行全自動接戰。備彈391發，最快射速每分鐘18發。
在二戰期間為了提升近距離防空火力，前衛號裝設了73門波佛斯40公釐高射砲。其中有10座六連裝、1座雙連裝（裝設在B炮塔頂）、11座電力驅動的單管炮。理論上每門40快砲會配賦1,564發炮彈，但因為前衛號的空間不足因此每門砲只搭載了1,269發炮彈。隨著二戰結束，波佛斯快砲逐步撤裝，在1954年大修時全數拆除。

## 評價
雖然前衛號的火力被後世詬病為「在新戰艦上裝老奶奶的假牙」，然而其建造背景已無任何海軍條約限制，因此在技術的使用上是集合了英國從一戰以來的造艦工藝之大成，無論是裝甲帶的配置還是艦身設計有其獨到之處。在二戰後前衛號與美國海軍進行協同演習時曾遭遇過惡劣海象，在北大西洋的湧浪下前衛號的主炮塔並未遭受海浪濺濕，相對於同等噸位級數的愛荷華級戰艦在艦身穩定性上仍不如前衛號平穩，在設計上堪稱英國海軍史上最優秀的戰艦。

## 流行文化
在《戰艦世界》中為英國VIII級金幣戰列艦。